# Friedenskirche (Olten)

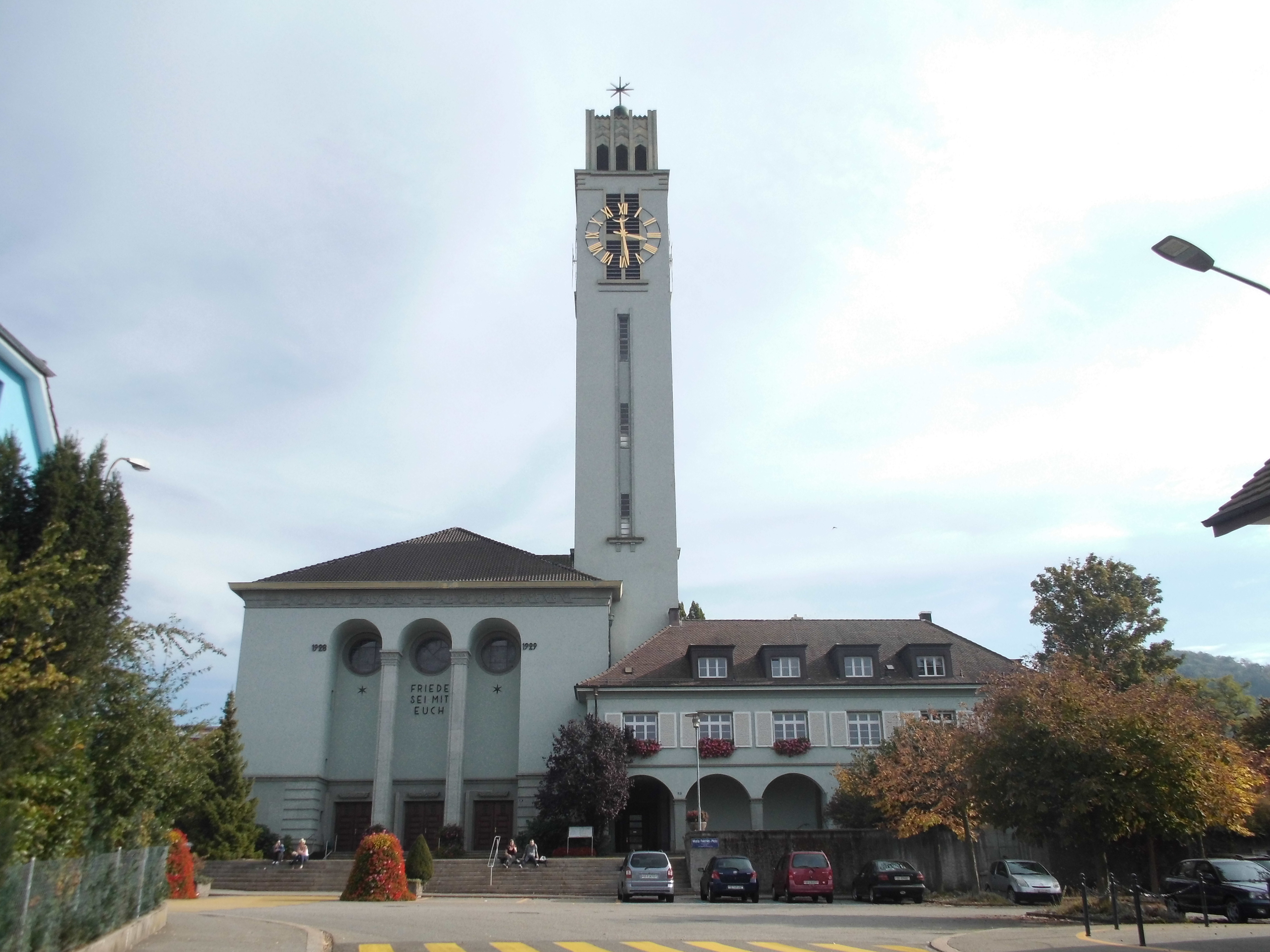
Friedenskirche Olten

Die Friedenskirche, die der evangelisch-reformierten Kirchengemeinde Olten gehört, wurde in den Jahren 1928/1929 vom Architekten Fritz von Niederhäusern erbaut und steht auf der rechten Aareseite an der Reiserstrasse in Olten. 

## Geschichte

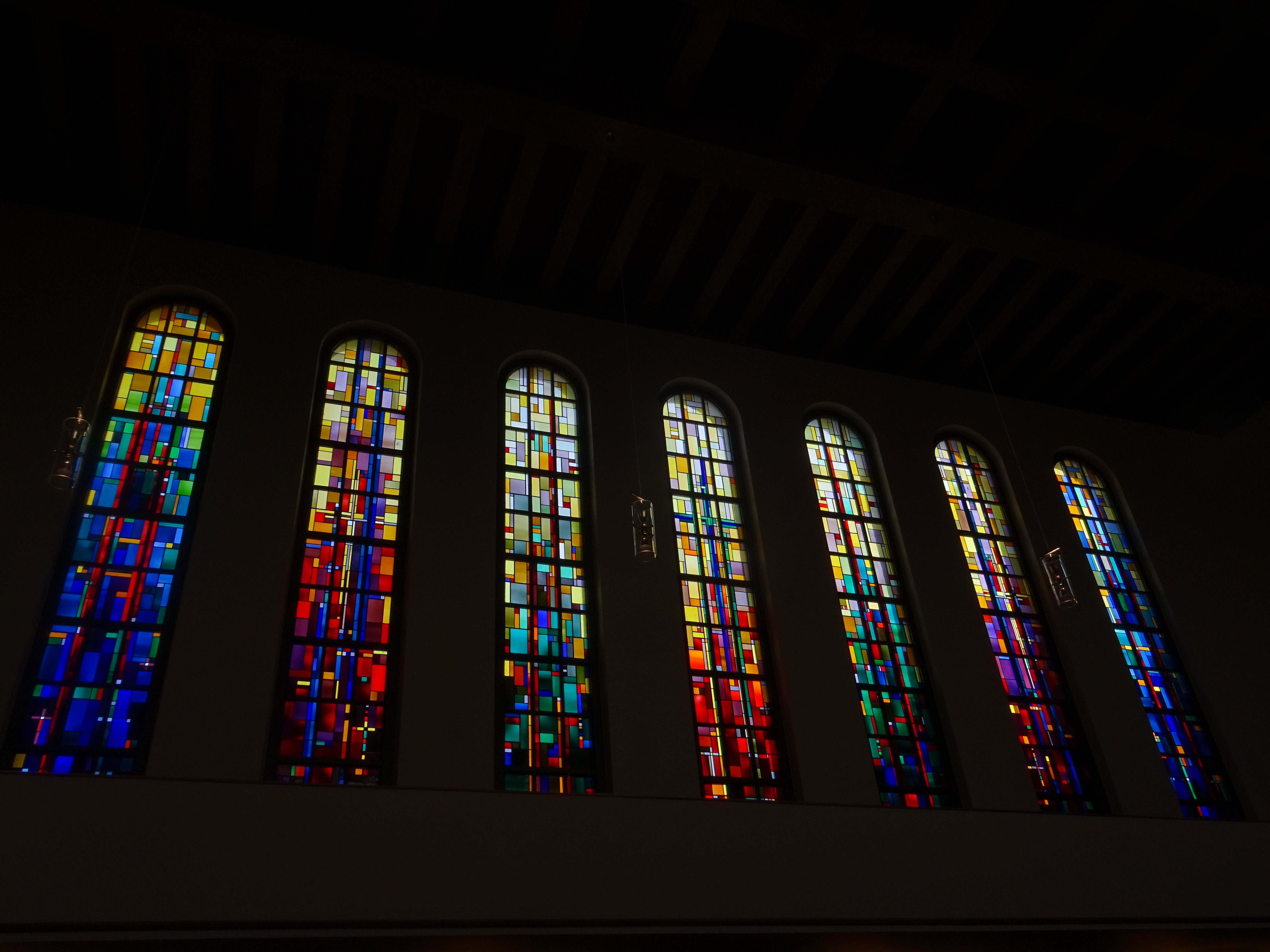
Glasfenster (innen)

1928 fand die Grundsteinlegung für die Friedenskirche statt. Sie ersetzte einen Bau aus dem Jahr 1860. Dieser stand an der Sälistrasse, heute Von-Roll-Strasse, gegenüber dem heute ebenfalls abgerissenen Chalet des Eisenbahnpioniers Niklaus Riggenbach, der sich sehr für die Sache der Reformierten eingesetzt hatte. Architekt der neuen Kirche war der 1876 in Oberhofen am Thunersee geborene, seit 1902 in Olten tätige Fritz von Niederhäusern, der in Olten auch weitere markante Bauwerke wie die Usego, den Walter-Verlag, das Hotel «Schweizerhof» oder das Historische Museum erstellte. Die Friedenskirche ist die grösste reformierte Kirche im Kreis Olten und besass bis 1992 die grösste Orgel der Stadt. In die Stützmauer vor dem zur Friedenskirche gehörenden Pfarrhaus baute die Stadt Olten als Geschenk einen Brunnen ein, der die Jahreszahlen 1928 und 1929 trägt. Im Frühjahr 2002 wurden umfangreiche Renovierungsarbeiten beendet. In der Kirche finden gesamthaft 760 Gottesdienstbesucher Platz. 

## Orgel

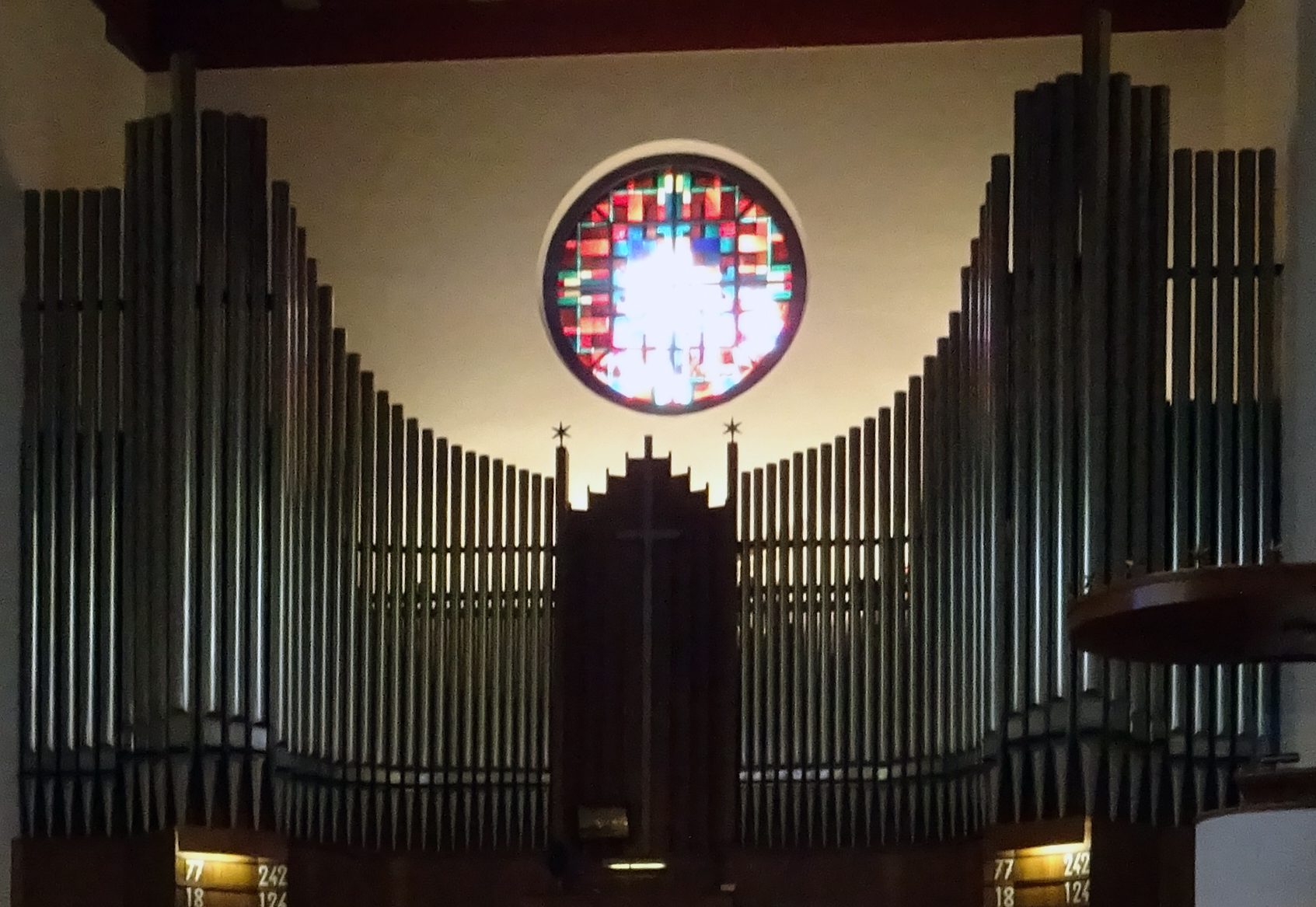
Kuhn-Orgel mit Freipfeifenprospekt

Die Orgel wurde 1929 von Th. Kuhn erbaut. Sie verfügt über 45 klingende Register, verteilt auf drei Manuale und Pedal. Sie hat eine pneumatische Traktur mit Taschenladen. Das Instrument ist ein repräsentatives großes Werk das, von geringen Eingriffen abgesehen, die Zeit weitestgehend unverändert überdauert hat. So gilt sie als Denkmalorgel. Die Orgel ist räumlich großzügig angelegt, so dass die gute Zugänglichkeit zu allen Bauteilen gewährleistet ist. 2008 wurde sie von der Erbauerfirma restauriert. Dabei wurden alle bauartüblichen Verschleissteile erneuert. Zudem gibt es noch eine kleine Walcker-Orgel in der Kapelle. Die Disposition der grossen Orgel lautet:
| I Manual C–g3 |                |       |
| 1.            | Principal      | 16′   |
| 2.            | Principal      | 8′    |
| 3.            | Bourdon        | 8′    |
| 4.            | Flauto major   | 8′    |
| 5.            | Gemshorn       | 8′    |
| 6.            | Oktav          | 4′    |
| 7.            | Rohrflöte      | 4′    |
| 8.            | Gedeckt Quinte | 2 ⁄3′ |
| 9.            | Oktav          | 2′    |
| 10.           | Mixtur IV      | 2 ⁄3′ |
| 11.           | Cornett        | 8′    |
| 12.           | Trompete       | 8′    |

| II Manual schwellbar C–g3 |                 |       |
| 13.                       | Salicional      | 16′   |
| 14.                       | Hornprincipal   | 8′    |
| 15.                       | Jubalflöte      | 8′    |
| 16.                       | Liebl. Gedeckt  | 8′    |
| 17.                       | Flûte pastorale | 4′    |
| 18.                       | Suavial         | 4′    |
| 19.                       | Gemsquinte      | 2 ⁄3′ |
| 20.                       | Flautino        | 2′    |
| 21.                       | Englisch Horn   | 8′    |
| 22.                       | Zimbel III      | 2′    |
|                           | Tremolo         |       |

| III Manual schwellbar C–g3 |                  |        |
| 23.                        | Liebl. Bourdon   | 16′    |
| 24.                        | Geigenprincipal  | 8′     |
| 25.                        | Flûte harmonique | 8′     |
| 26.                        | Dolce            | 8′     |
|                            | Nachthorn        | 8′     |
| 27.                        | Viola di Gamba   | 8′     |
| 28.                        | Voix céleste     | 8′     |
| 29.                        | Traversflöte     | 4′     |
| 30.                        | Gemshorn         | 4′     |
| 31.                        | Violine          | 4′     |
|                            | Nasard           | 2 ⁄3′  |
| 32.                        | Waldflöte        | 2′     |
|                            | Terzflöte        | 1 3⁄5′ |
| 33.                        | Mixtur III–V     | 2 ⁄3′  |
|                            | Sesquialter      | 2 ⁄3′  |
| 34.                        | Trompette harm.  | 8′     |
| 35.                        | Basson-Hautbois  | 8′     |
|                            | Tremolo          |        |

| Pedal C–f1 |                |         |
| 36.        | Principal Bass | 16′     |
| 37.        | Violonbass     | 16′     |
| 38.        | Subbass        | 16′     |
|            | Echobass       | 16′     |
| 39.        | Quintbass      | 10 2⁄3′ |
| 40.        | Oktavbass      | 8′      |
| 41.        | Gedecktbass    | 8′      |
|            | Dolcebass      | 8′      |
| 42.        | Principal      | 4′      |
| 43.        | Octavflöte     | 2′      |
| 44.        | Posaune        | 16′     |
| 45.        | Trompetbass    | 8′      |

- Koppeln:
  - Normalkoppeln: II/I, III/I, III/II, I/P, II/P, III/P
  - Superoktavkoppeln: II/I, III/I, III/II, III/III, III/P
  - Suboktavkoppeln: II/I, III,I III/II
- Spielhilfen: zwei freie Kombinationen, fünf Feste Kombinationen Crescendowalze Schwelltritte, Tutti, Absteller

## Glocken und Turm
Von der sich auf dem Turm befindenden Aussichtsplattform (über der Glockenstube von aussen über der Uhr) hat man eine weite Sicht über die ganze Stadt bis über das Niederamt, das Gäu und den nahen Jurasüdfuss.

Das Geläute im Turm ist in einer in der Schweiz sehr beliebten und häufig gewählten Tonreihenfolge abgestimmt. Die Abstände zwischen den einzelnen Tönen bilden das Motiv: «Wachet auf, ruft uns die Stimme» (mit verdoppeltem Grundton). Giesser des fünfstimmigen Glockenensembles war die Schweizer Glockengiesserei H. Rüetschi AG, Aarau.

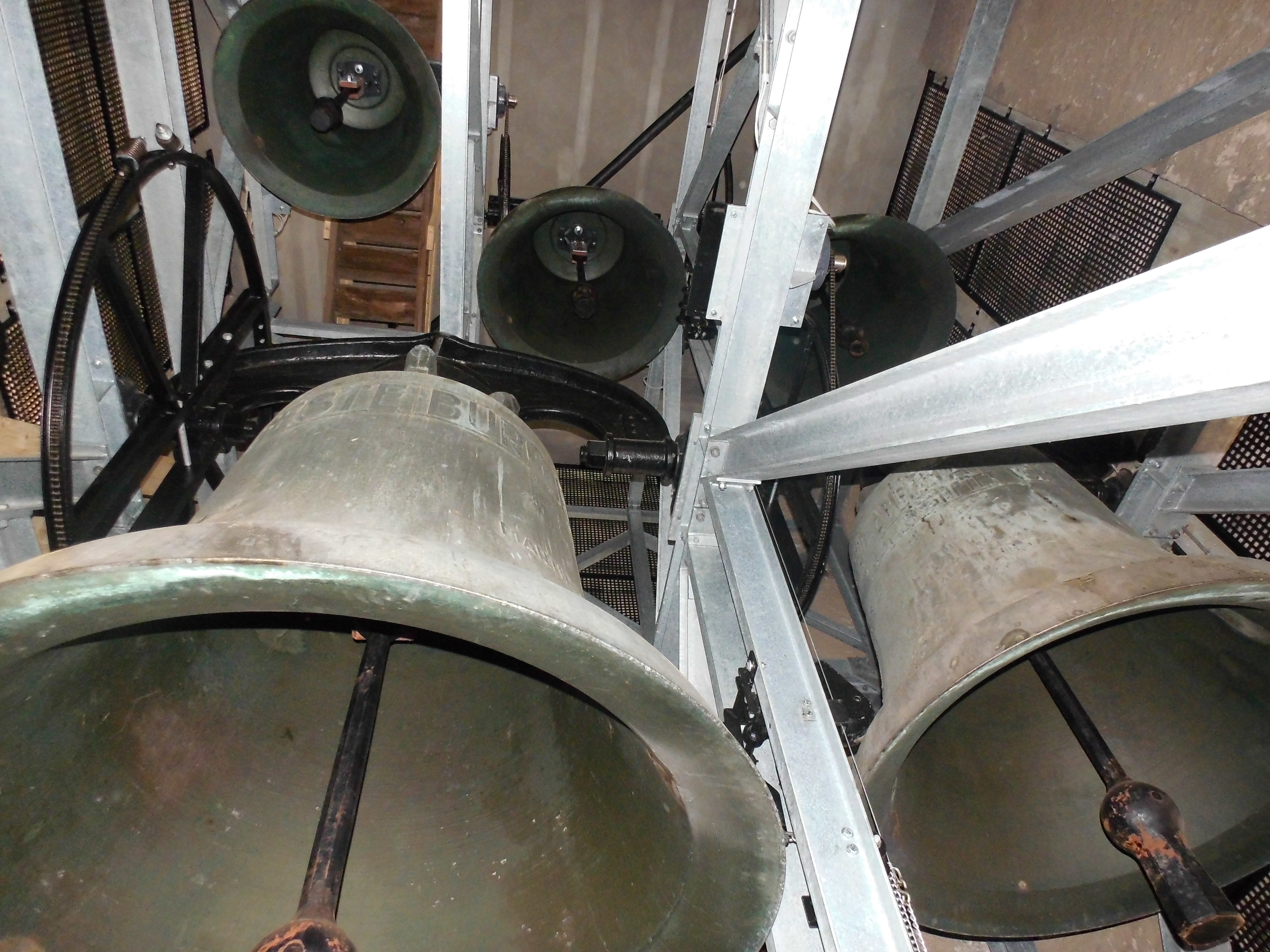
Blick in die 2015 sanierte Glockenstube

Ein mächtiges und tiefes Geläute erklingt aus dem rund 60 Meter hohen Turm der Friedenskirche, der direkt an die Kirche und an das Pfarrhaus angebaut ist.
Die Anlage wurde ab April 2015 ebenfalls durch die Firma H. Rüetschi AG erneuert. Es wurde der gesamte Glockenstuhl komplett erneuert, da eine Sanierung teurer gekommen wäre. Jede Glocke bekam auch einen neuen Rundballenklöppel, der die alten Birnenklöppel von 1928 ersetzte. Die neuen Klöppel sorgen für einen weicheren und harmonischeren Klang. Ausserdem bekam das Geläute auch eine neue Läutesteuerung und ein neues Schlagwerk für Viertelstunden- und Stundenschlag. Die Zeit wird wie folgt geschlagen: Viertelstunden: Glocke 2 und 3, Stunden Glocke 1. In der Nacht entfällt der Zeitschlag. Die alte Turmuhr, die bis 2015 nur noch als funktionsloses Schaustück im Turm stand, wurde aus dem Turm entfernt. Die alten Glockenjoche wurden beibehalten und schwarz lackiert. Die zwei Joche der beiden grössten Glocken sind augenlose Gussstahljoche, eine Spezialanfertigung, die nur von Anfang der 1920er bis Ende der 1930er Jahre hergestellt wurde. Die restlichen Glocken hängen an geraden Eisenprofiljochen.
Auch der Betonboden musste saniert werden, da Wind und Wetter Schäden verursachten und sich so mit der Zeit überall Rost bildete. Momentan wird die Aussenhülle des Turmes einer kompletten Sanierung unterzogen. Auch die Zifferblätter sowie die Zeiger werden neu vergoldet. Bei diesen Renovationsarbeiten wurden Einschusslöcher entdeckt. Es wurde aus unerfindlichen Gründen auf den Turm geschossen. Die Kirchgemeinde erstattete Anzeige.
Am 1. August 2016 wurde das Geläut wieder in Betrieb genommen. 
1. Glocke: Schlagton As0, 5000 kg, Martin Luther: Ein feste Burg ist unser Gott
2. Glocke Schlagton c1, 2500 kg, Huldrych Zwingli: Seid aber Täter des Wortes und nicht Hörer allein.
3. Glocke: Schlagton es1, 1500 kg, Johann Calvin: Ehre sei Gott in der Höhe und Frieden auf Erden.
4. Glocke: Schlagton f1, 1050 kg, Berchtold Haller: Danket dem Herrn, denn er ist freundlich.
5. Glocke: Schlagton as1, 650 kg, Johann Oekolampad: Ich will dich segnen und du sollst ein Segen sein.
Das Gesamtgewicht der Glocken beträgt (gerundet) 10700 kg. Auf allen Glocken befindet sich das Wappen von Olten, die Jahreszahl 1928 und darüber: Friedenskirche Olten.